# The Man from Earth
Série
The Man from Earth: Holocene
(2017)
Pour plus de détails, voir Fiche technique et Distribution.
The Man from Earth (Jerome Bixby's The Man from Earth) est un film de science-fiction américain réalisé par Richard Schenkman sur le scénario de Jerome Bixby, mettant en scène David Lee Smith, John Billingsley, Ellen Crawford et William Katt. Produit par Falling Sky Entertainment, ce film est sorti le 13 novembre 2007 aux États-Unis.
Ce long-métrage a reçu le premier prix du meilleur film et le grand prix du meilleur scénario au festival de Rhode Island en août 2007. En France, il est sorti quatre ans plus tard, le 5 juillet 2011, en DVD et Blu-Ray sous la distribution d'Action et Communication.
Une suite The Man from Earth: Holocene est réalisée également par Richard Schenkman en 2018 et distribuée en téléchargement légal et gratuit sur internet, avec incitation au don.

## Résumé
Alors qu'il s'apprête à prendre la route et à tout délaisser pour commencer une nouvelle vie ailleurs, le professeur John Oldman reçoit la visite surprise de ses amis et collègues de travail, qui lui ont préparé une fête d'adieu : le biologiste Harry ; Edith, enseignant l'histoire de l'art et par ailleurs fervente chrétienne ; l'anthropologue Dan ; l'historienne Sandy, amoureuse de John ; le psychiatre Will Gruber ; l'archéologue Art et son élève Linda.
Devant l'insistance de ses collègues qui lui demandent la raison de son départ prématuré, John finit par leur révéler qu'il est en réalité un homme des cavernes âgé de 14 000 ans. Il décide alors de leur en dire davantage sur sa vie passée. Invitant tout d'abord ses amis à considérer son propos comme un simple récit de science-fiction, John abandonne rapidement cette approche et semble répondre de manière véridique à toutes les questions qu'on lui pose. Bien que ses amis manifestent tout d'abord de l'incrédulité devant son histoire, John poursuit et raconte quelques épisodes marquants de sa vie : il affirme avoir vécu chez les Sumériens pendant 2 000 ans, puis chez les Babyloniens sous le règne d'Hammurabi avant de devenir un disciple du Bouddha. Il prétend aussi avoir rencontré des figures emblématiques de l'Histoire, telles que Christophe Colomb ou Vincent van Gogh, qui lui aurait fait don d'une de ses peintures.
Au cours de la conversation, les différents collègues de John lui posent des questions en rapport avec leur spécialité. C'est ainsi qu'Harry, le biologiste, examine avec John la possibilité pour un homme de vivre autant de temps. Quant à Art, il teste les connaissances de John sur certains événements préhistoriques ; bien que ce dernier ait parfaitement répondu, il en faut plus pour convaincre l'archéologue, qui estime que n'importe quel lecteur de manuels spécialisés sur la question aurait pu en faire autant.
La discussion se recentre ensuite sur le thème de la religion. À cet égard, John dit ne suivre aucune religion en particulier, ne croyant pas à un Dieu omnipotent, rappelant en cela Laplace et son « Je n'ai aucun besoin de cette hypothèse ». Par la suite, John révèle avec réticence qu'il est à l'origine de l'histoire de Jésus et va jusqu'à affirmer qu'il est celui qu'on appelle « Jésus » ; John explique ensuite que ses contemporains de l'époque ont mal interprété les enseignements du Bouddha qu'il avait tenté d'introduire en Occident. Cette révélation bouleverse toutes les personnes présentes, en particulier Edith qui fond en larmes. C'est alors que Gruber force John à reconnaître que son histoire est un canular, le menaçant dans le même temps de l'interner. John s'excuse et reconnaît être allé trop loin dans ce qui n'était qu'une histoire imaginée.
Les amis de John commencent à s'en aller. John s'excuse auprès d'Harry et Edith tandis qu'Art s'en va sans lui dire adieu. Linda le salue une dernière fois, faisant alors la remarque que son nom le décrit parfaitement. Lorsque c'est au tour de Dan de le quitter, les mots qu'il prononce laissent entendre qu'il croit encore au récit de John.
Alors que tout le monde s'en est allé, sauf Gruber et Sandy, Gruber surprend une conversation entre John et Sandy qui suggère que toute l'histoire de John est en définitive parfaitement vraie. John révèle à Sandy certains des pseudonymes qu'il a dû porter pour ne pas éveiller les soupçons tout au long de son existence ; l'un d'eux correspond justement au nom du père de Gruber. Ce dernier, choqué et surexcité face à son père qui n'a pas vieilli en l'espace de soixante ans, succombe à une crise cardiaque. John promet qu'il sera présent à l'enterrement de son fils auquel il vient, malgré lui, d'ôter la vie. Alors qu'il s'apprête à partir seul au bord de son véhicule, John est finalement rejoint par Sandy avec qui il décide manifestement de passer davantage de temps.

## Fiche technique
- Titre : The Man from Earth
- Titre original : Jerome Bixby's The Man from Earth
- Réalisation : Richard Schenkman
  - Premier assistant réalisateur : Michael R. Melamed
  - Second assistant réalisateur : Daniel R. Suhart
- Scénario : Jerome Bixby
- Société de production : Falling Sky Entertainment
  - Productions : Richard Schenkman et Eric D. Wilkinson
  - Productions exécutives : Emerson Bixby et Mark Pellington
  - Production associée : Michael R. Melamed
  - Coproduction : Robbie Bryan
- Sociétés de distribution :
  -  États-Unis : Anchor Bay Entertainment
  -  France : Action et Communication
- Direction de la photographie : Afshin Shahidi
- Direction artistique : Lauren Ruggeri
- Chef d'audition : Elisabeth Jereski
- Chef décoratrice : Priscilla Elliott
- Chef costumière : Jill Kliber
- Chef sonore : Jamey Scott
- Chef monteur : Neil Grieve
- Musique : Mark Hinton Stewart
- Budget : 200 000 dollars[1]
- Pays de production : États-Unis
- Langue originale : anglais
- Format : couleur — 1.85 : 1 • 35 mm — Dolby Digital
- Genre : science-fiction
- Durée : 87 minutes
- Dates de sortie :
  - États-Unis : 13 novembre 2007
  - France : 5 juillet 2011 (DVD/Blu-Ray)

## Distribution
- David Lee Smith : John Oldman
- John Billingsley : Harry
- Ellen Crawford : Edith
- William Katt : Arthur M. Jinkins
- Annika Peterson (de) : Sandy
- Richard Riehle : le docteur William Gruber
- Alexis Thorpe : Linda Murphy
- Tony Todd : Dan
- Steven Littles : le premier déménageur
- Chase Sprague : le second déménageur
- Robbie Bryan : le policier

## Production

### Développement
Le scénario fut écrit par le célèbre auteur de science-fiction Jerome Bixby, décédé en 1998. Il envisagea dès les années 1960 l'histoire d'un homme qui traverserait les époques, utilisant même cette idée dans l'épisode Requiem pour Mathusalem de la troisième saison de la sérié télévisée Star Trek, épisode dans lequel Kirk, Spock et McCoy rencontrent un homme qui prétend avoir connu Johannes Brahms et Léonard de Vinci. Ce n'est qu'en avril 1998, sur son lit de mort, qu'il mettra un terme à ce scénario en le dictant à son fils, le scénariste Emerson Bixby.
Le nom du personnage principal, John Oldman, est un clin d'œil à son âge avancé, « old man » signifiant « vieil homme » en anglais.

### Tournage
Tourné avec une quasi-unité de lieu (la maison que John s'apprête à quitter, faisant don de tous ses meubles pour aller refaire sa vie ailleurs), le film offre une réflexion sur les mystères de l'humanité et sur le véritable sens de l'Histoire et des religions. Alors que chacun des amis de John reste perplexe devant ses affirmations et tente en vain de trouver une quelconque faille dans son récit, les croyances et les certitudes volent en éclats. Tout compte fait, personne n'en sort indemne sauf peut-être John lui-même.